# Vitali Parajonka
Vitali Parajonka (18 de agosto de 1993) es un deportista de Bielorrusia que compite en atletismo. Ganó una medalla de oro en el Campeonato Europeo de Atletismo por Equipos de 2021, en la prueba de 110 m vallas.